# Mixery Raw Deluxe
Mixery Raw Deluxe war eine deutsche Fernsehsendung auf dem Sender VIVA mit Beiträgen über die Hip-Hop-Kultur sowie Musikvideos. Der Schwerpunkt lag auf deutscher und amerikanischer Rap-Musik. Die zweiwöchentliche Sendung gilt als thematischer Nachfolger der VIVA-Sendungen Freestyle (bis 1995) und Word Cup (bis 1999). Von 2000 bis 2001 moderierte Deutsch-Rapper MC Rene, anschließend der Journalist und Hip-Hop-Musiker Falk Schacht.
Als im November 2004 VIVA Deutschland die Sendung absetzte, führte Schacht Mixery Raw Deluxe  ab 2006 als Online-Format fort, das auf der Website von Mixery Raw Deluxe kostenfrei gestreamt werden konnte. Es gab nie eine offizielle Stellungnahme zur Einstellung von Mixery Raw Deluxe, allerdings ist seit 2015 keine neue Folge mehr erschienen. Berichten zufolge kam es zu Uneinigkeiten zwischen Betreibern und Redaktion. Inzwischen ist die Website offline.
Anfangs wurde die Sendung von der Karlsberg Brauerei gesponsert als Promotion für ihre Biermischgetränk-Marke „Mixery“. Dies löste im ersten Jahr der Sendung eine öffentliche Diskussion über Sellout im deutschen Hip-Hop aus. Daran beteiligt waren auch Musikjournalisten wie der spätere Moderator und Produzent Falk Schacht.

## Veröffentlichungen
Aufgrund des zwischenzeitlichen Erfolges von Mixery Raw Deluxe veröffentlichte VIVA am 20. Oktober 2003 einen Sampler mit deutschsprachiger Rap-Musik. Im Veröffentlichungsjahr gab es einen deutlichen Aufschwung durch die Chart-Erfolge zahlreicher deutscher und amerikanischer Rap-Musiker. Auf dem Sampler sind einige dieser Rapper, wie beispielsweise die Beginner, Bushido, Kool Savas oder Sido, vertreten. Der DVD-Version sind zudem einzelne Interviews und Tracks englischsprachiger Rapper wie Kurtis Blow, 50 Cent oder Jay-Z beigefügt.
- VIVA präsentiert: Mixery Raw Deluxe – Best of 2003. Polystar (Universal Music). Doppel-CD
- VIVA präsentiert: Mixery Raw Deluxe – Best of 2003. Universal Vertrieb. Doppel-DVD